# Philometroides marinus
Philometroides marinus is een rondwormensoort uit de familie van de Philometridae. De wetenschappelijke naam van de soort is voor het eerst geldig gepubliceerd in 2009 door Moravec & Buron.